# Akasha (film)
Pour les articles homonymes, voir Akasha.
Pour plus de détails, voir Fiche technique et Distribution.
Akasha est une comédie de guerre soudanaise réalisée par Hajooj Kuka (en) et sortie en 2018. Le film est coproduit avec l'Afrique du Sud, le Qatar et l'Allemagne et il est présenté à la Mostra de Venise 2018.

## Synopsis
Adnan a obtenu un congé de son devoir de soldat révolutionnaire pour avoir abattu un avion de chasse MiG, et professe maintenant son amour pour l'AK-47 responsable du tir, en nommant l'arme Nancy. Sa petite amie, Lina, n'apprécie pas cet autre amour et le met à la porte. Au cours des 24 heures suivantes, son commandant tente de rassembler tous les déserteurs, et Adnan élabore une série de plans pour récupérer Nancy, qu'il a accidentellement laissée dans la maison de Lina. En chemin, il est aidé par un autre déserteur, Absi, qui croit au pacifisme,.

## Fiche technique
- Titre original : Akasha
- Réalisation : Hajooj Kuka (en)
- Scénario : Hajooj Kuka
- Photographie : Giovanni P. Autran, Hajooj Kuka
- Montage : Hajooj Kuka
- Musique : Nancy Mounir, Alsarah
- Production : Hajooj Kuka, Steven Markovitz
- Sociétés de production : Big World Cinema, Komplizen Film, Refugee Club
- Pays de production :  Soudan -  Afrique du Sud -  Qatar -  Allemagne
- Langue originale : arabe
- Format : couleurs
- Genre : comédie de guerre
- Durée : 78 minutes
- Dates de sortie : 
  - Italie : 31 août 2018 (Mostra de Venise 2018)

## Distribution
- Kamal Ramadan : Adnan
- Ekram Marcus : Lina
- Mohamed Chakado : Absi
- Abdallah Alnur : Blues

## Production
Kuka a rencontré deux des acteurs principaux, Mohamed Chakado et Kamal Ramadan, alors qu'il enseignait l'art dramatique dans un centre de jeunesse local, et a décidé de les faire jouer dans le film. Il a choisi Ekram Marcus pour jouer le rôle de Lina parce que sa vie ressemble beaucoup à celle de son personnage : elle a choisi de poursuivre ses études plutôt que de se marier.

## Exploitation
Le film a été présenté en avant-première à la Mostra de Venise 2018 le 31 août 2018 et projeté au Festival international du film de Toronto. Deux des acteurs, Kamal Ramadan et Mohamed Chakado, n'ont pas pu assister aux festivals car l'Ouganda a refusé d'autoriser leur départ dans l'attente de leurs papiers de statut de réfugié.